# Chaetopsis major
Chaetopsis major är en tvåvingeart som först beskrevs av Wulp 1899.  Chaetopsis major ingår i släktet Chaetopsis och familjen fläckflugor. Inga underarter finns listade i Catalogue of Life.